# Бергер, Адольф
Адольф Бергер (пол. Adolf Berger, 1 марта 1882, Львов, Цислейтания — 8 апреля 1962, Нью-Йорк, Нью-Йорк) — польский и американский историк римского права, специалист по римскому праву, профессор, иностранный член Национальной академии деи Линчеи (1954); учёный-энциклопедист.

## Биография
Адольф Бергер родился во Львове в еврейской семье, воспитывался в польских традициях. Во Львове окончил классическую гимназию и юридический факультет Львовского университета (2 марта 1907 года получил диплом доктора обоих прав, получив также специальное отличие — promotio sub summis auspiciis Imperatoris и драгоценное кольцо от австрийского императора за успехи в учёбе).
В 1908—1909 годах на стипендию австрийского министерства образования продолжал изучение юриспруденции в Берлинском университете под руководством профессоров Пауля М. Мейера (по юридической папирологии) и Бернгарда Кюблера.
Впоследствии Адольф Бергер вернулся во Львов и даже думал о карьере адвоката, но отверг эту идею. Занимался подготовкой своей первой монографии о Dotis Dictio в римском праве (опубликована в Кракове в 1910 году), писал рецензии и научные статьи по римскому праву для польских и немецких изданий.
В 1914 году из-за невозможности получить университетскую должность во Львове молодой учёный отправился в Рим, где в Университете La Sapienza на правах доцента (libero docente) начал преподавать римское право. Его вступительная лекция «L’indirizzo odierno degli studi di diritto romano» была прочитана 21 ноября 1914 года. Бергер оставался в Риме до 1916 года. После вступления Италии в Первую мировую войну на стороне Антанты (23 мая 1915 года), он был вынужден покинуть Рим и вернуться в Австрию.
В 1917—1918 годах А. Бергер служил в австрийской армии. Он принимал участие в австро-итальянской мирной конференции в ноябре 1918 года.
После восстановления независимости Польши в 1918 году Бергер начал работать на дипломатической службе, и в период 1919—1938 годов был на разных постах в дипмиссии Польши в Австрии (юрисконсульт, атташе по вопросам культуры и т. д.). Всё это время учёный не оставлял научные занятия. Он готовил к печати разные материалы по римскому праву, в том числе в 1911—1939 годах большое число статей для немецкоязычной энциклопедии классической старины Паули-Виссова. Некоторые из этих статей для Паули-Виссова были не только основательными, но и значительными по объёму (например, статья «Интердикты» в т. 9, «Юриспруденция» в т. 10, с. 1159—1200).
12 июля 1938 года Адольф Бергер женился в Вене на Мальве Штерени (Штереньи), оперной певице и преподавательнице Венской консерватории. Через некоторое время после аншлюса Австрии Германией (март 1938 года) А. Бергер вместе с женой был вынужден эмигрировать во Францию. Здесь они проживали в Париже, Тулузе и Ницце.
Война и тяжёлые условия в Европе вынудили учёного искать убежища в Америке. Ещё с 1938 года, пребывая в Вене, Адольф Бергер завязал переписку со своими родственниками, которые уехали в США раньше. Достаточно тесно А. Бергер переписывался со своим племянником Зигмунтом Вильгельмом Бирнбаумом (это был сын его брата Освальда, впоследствии — известный математик, профессор математики и статистики в Вашингтонском университете). Очевидно, родственники в определённой степени помогли супругам Бергерам переехать в США. Лишённый собственной ценной библиотеки и без денег, учёный прибыл с женой в Нью-Йорк 20 февраля 1942 года.
С просьбой о помощи с обустройством в США Бергер обращался также и к американскому учёному еврейского происхождения, профессору римского права в Колумбийском университете в Нью-Йорке Артуру Шиллеру. Однако проф. Шиллер не смог ему помочь.
В 1942 году Бергеру удалось трудоустроиться в École libre des hautes études (Свободную школу высших исследований), которая была основана в Нью-Йорке французскими и бельгийскими эмигрантами (с 1950 года заведение называлось Французским университетом Нью-Йорка). Здесь проф. Бергер преподавал на французском языке греческую папирологию, римское право и византинистику до 1956/1957 учебного года. Он оставался преподавателем юридического факультета École libre des hautes études вплоть до своей смерти.
В течение марта — июня 1948 года учёный работал в исследовательской библиотеке Думбартон О(у)кс, крупном центре византийских исследований в США; по результатам работы им был подготовлен ряд исследований.
С 1952 года и до своего последнего дня 70-летний Бергер преподавал как приглашённый профессор римское право в городском колледже Нью-Йорка (англ. City College of New York).
В августе 1959 года во время пребывания в Италии от сердечного приступа скончалась жена учёного Мальва Бергер. Это событие вызвало значительный упадок жизненных сил А. Бергера.
Сам Адольф Бергер умер 8 апреля 1962 года после непродолжительной болезни в санатории Уэст-Хилл в Бронксе.

## Научная деятельность
Учёный подготовил несколько монографий (см. ниже). Значительное внимание в своей исследовательской работе А. Бергер уделял написанию энциклопедических статей на темы античности для разных изданий. Он был соавтором для немецкоязычной энциклопедии классической старины Паули-Виссова (в 1911—1939 годах).
После переезда в США Бергер сотрудничал с редакциями Oxford Classical Dictionary (первое издание опубликовано в 1949 году) и Oxford History of Legal Science. В 1955—1960 годах он также готовил статьи для Encyclopedia Americana.
В эмиграции он также задумал и опубликовал свой важнейший труд — Encyclopedic Dictionary of Roman Law. Энциклопедический словарь Бергера получил большое количество положительных рецензий. Словарь стал незаменимым справочником для каждого специалиста по римскому праву, равно как и для историков и классических филологов.

## Труды
- Berger A. Dotis Dictio w Prawie Rzymskiem / Adolf Berger. — Krakow: Nakladem Akademii Umiejetnosci, 1910. — 135 s.
- Berger A. Die Strafklauseln in den Papyrusurkunden. Ein Beitrag zum gräko-ägyptischen Obligationenrecht, Leipzig-Berlin 1911.
- Berger A. Zur Entwicklungsgeschichte der Teilungsklagen im klassischen römischen Recht. — Weimar, 1912. — X, 248 s.
- Berger A. The Emperor Justinian's ban upon Commentaries to the Digest // Quaterly Bulletin of the Polish Institute of Arts and Sciences in America. — 1945. — № 3.
- Berger A. Encyclopedic Dictionary of Roman Law (Transactions of The American Philosophical Society, Vol. 43, Part 2). — Philadelphia: The American Philosophical Society, 1953. Pp. 476. (reprint(ed) 1980, 1991)